# Pignia
Pignia (deutsch früher Pignieu) ist eine Ortschaft in der Gemeinde Andeer, Kanton Graubünden.
Bis zum 31. Dezember 2008 war sie eine eigenständige politische Gemeinde. Auf den 1. Januar 2009 fusionierten Pignia und Clugin mit der Gemeinde Andeer.

## Geographie
Pignia liegt auf einer Terrasse am rechten Ufer des Hinterrheins am Westfuss einer Gebirgskette, deren höchster Punkt der Piz Curvér ist. Das Dorf befindet sich elfeinhalb Kilometer südlich von Thusis und besteht aus dem eigentlichen Dorf und der Alpsiedlung Bavugls (1940 m ü. M.). Vom gesamten Gemeindegebiet von 1343 Hektar (ha) sind 572 ha landwirtschaftlich nutzbar, davon 496 ha als Alpwirtschaften (Maiensässen). Den gebirgigen Charakter der Gemeinde beweisen die 436 ha unproduktiver Fläche. Weitere 323 ha des ehemaligen Gemeindeareals sind von Wald und Gehölz bedeckt; der Rest von 12 ha Siedlungsfläche.

## Geschichte

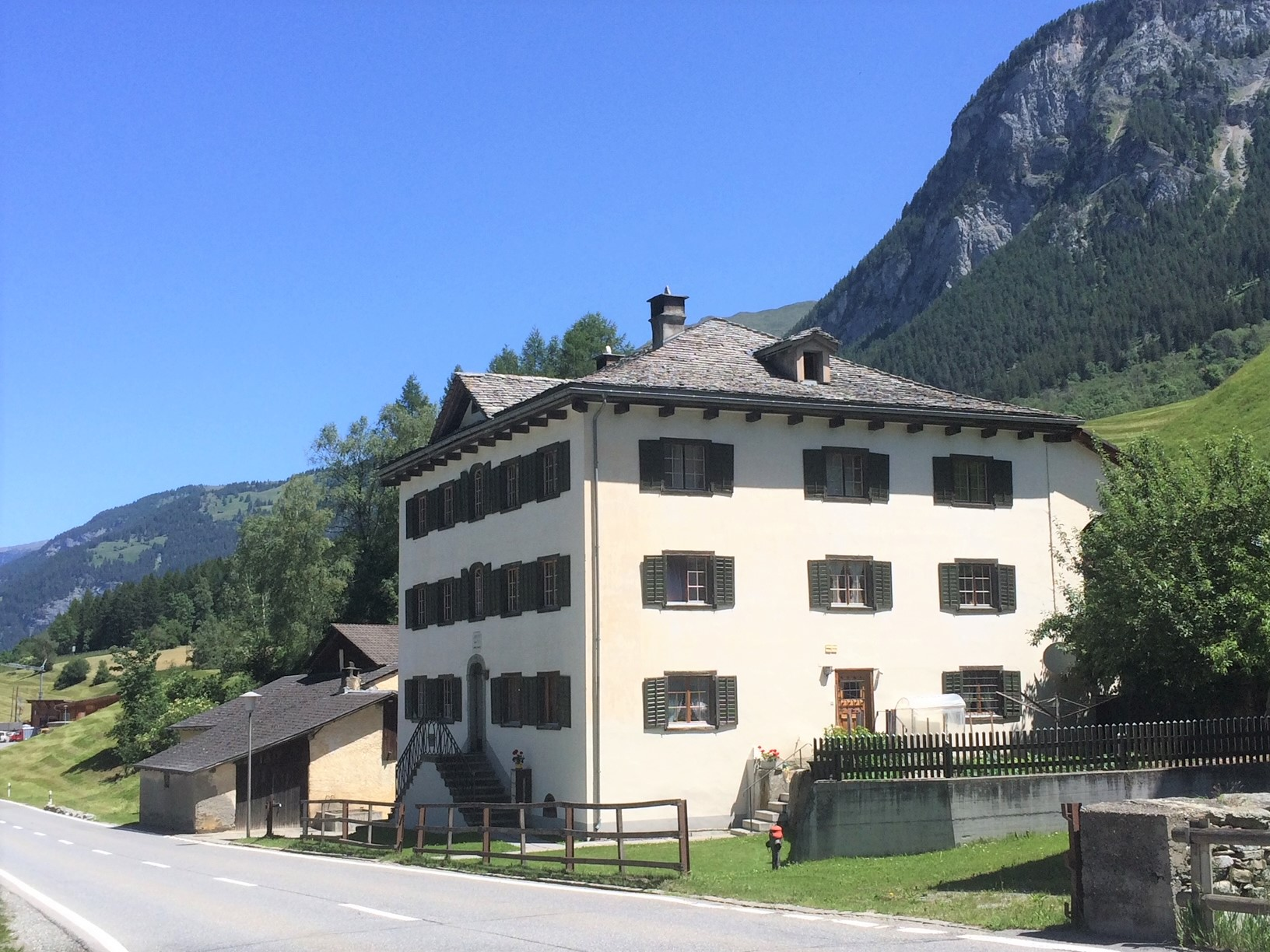
Gasthaus und Sust Pignia Bogn

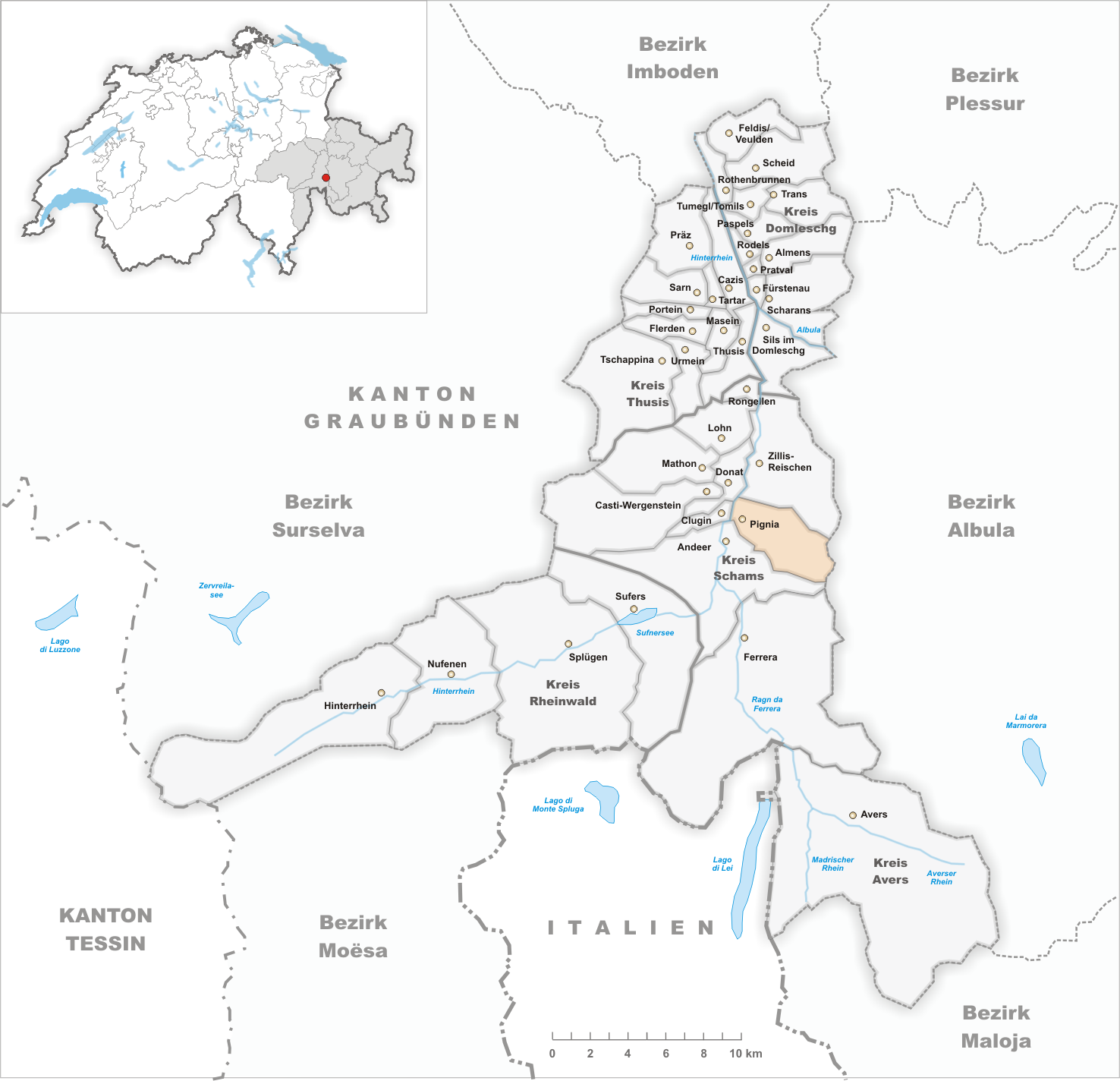
Gemeindestand vor der Fusion am 1. Januar 2009

Die Siedlung 1219 als Pignigo erstmals erwähnt. Das Gemeindegebiet zählte zu dem schon im frühen 13. Jahrhundert ausgebauten Siedlungsland mit Viehwirtschaft und Kornanbau. Güter besassen vor allem das Bistum Chur und das Kloster Cazis. Die Herrschaftsrechte im Schams hatten nacheinander die Vazer, die Werdenberger und ab 1456 das Bistum inne. 1458 kaufte sich das Tal aus.
Kirchlich gehörte Pignia bis 1601 zu St. Martin in Zillis; die Kapelle St. Valentin wird 1518 erwähnt. Die Reformation wurde um 1530 eingeführt. Pignia und Andeer sind zu einer Pfarrgemeinschaft zusammengeschlossen, nur 1782 bis 1840 war Pignia eine selbstständige Pfarrei.
Als Nachbarschaft der Gerichtsgemeinde Schams bildete Pignia mit Andeer, Ausser- und Innerferrera bis 1851 ein kleines Zivilgericht. Die eisenhaltige Quelle in Bogn wurde bis 1893 genutzt. Eine 1829 erstellte Leitung versorgte ausserdem Kurbetriebe in Andeer. Das Bad profitierte von der Lage an der 1818 bis 1823 neu angelegten Strasse zu den Pässen Splügen bzw. San Bernardino. Die Fahrstrasse ins Dorf entstand erst 1900. Eine Melioration erfolgte 1971 bis 1981. 2000 bestanden acht Landwirtschaftsbetriebe; 2005 stellte der erste Wirtschaftssektor in Pignia gut die Hälfte der Arbeitsplätze.

## Wappen
| Wappen von Pignia | Blasonierung: «In Gold (gelb) auf grünem Dreiberg ein roter Brunnenstock mit beidseitigem schwarzen Wasserstrahl»                        |
| Wappen von Pignia | Umsetzung des Namens der Fontana nera bzw. Schwarzer Quell genannten Heilquelle, deren Wasser ab 1829 ins Heilbad Andeer geleitet wurde. |

## Bevölkerung
| Bevölkerungsentwicklung | Bevölkerungsentwicklung | Bevölkerungsentwicklung | Bevölkerungsentwicklung | Bevölkerungsentwicklung | Bevölkerungsentwicklung | Bevölkerungsentwicklung | Bevölkerungsentwicklung | Bevölkerungsentwicklung | Bevölkerungsentwicklung | Bevölkerungsentwicklung |
| ----------------------- | ----------------------- | ----------------------- | ----------------------- | ----------------------- | ----------------------- | ----------------------- | ----------------------- | ----------------------- | ----------------------- | ----------------------- |
| Jahr                    | 1803                    | 1850                    | 1900                    | 1950                    | 1970                    | 1980                    | 1990                    | 2000                    | 2005                    | 2007                    |
| Einwohner               | 129                     | 177                     | 108                     | 107                     | 78                      | 94                      | 111                     | 116                     | 118                     | 123                     |

### Sprachen
Ursprüngliche Sprache der Einwohner ist Sutselvisch, eine bündnerromanische Mundart. Zwar fiel der Anteil der Romanischsprachigen von 1880 96 % bis 1941 auf 90 %, doch setzte der eigentliche Sprachwandel erst in der zweiten Hälfte des 20. Jahrhunderts ein. Deutsch ist einzige Behördensprache, und der Anteil der Romanischsprachigen sinkt stetig.
| Sprachen in Pignia |                   |                   |                   |                   |                   |                   |
| Sprachen           | Volkszählung 1980 | Volkszählung 1980 | Volkszählung 1990 | Volkszählung 1990 | Volkszählung 2000 | Volkszählung 2000 |
| Sprachen           | Anzahl            | Anteil            | Anzahl            | Anteil            | Anzahl            | Anteil            |
| Deutsch            | 29                | 32,95 %           | 60                | 63,83 %           | 83                | 74,77 %           |
| Rätoromanisch      | 42                | 47,73 %           | 32                | 34,04 %           | 22                | 19,82 %           |
| Einwohner          | 88                | 100 %             | 94                | 100 %             | 111               | 100 %             |

Immerhin 30 % der Einwohnerschaft verstehen noch Romanisch.

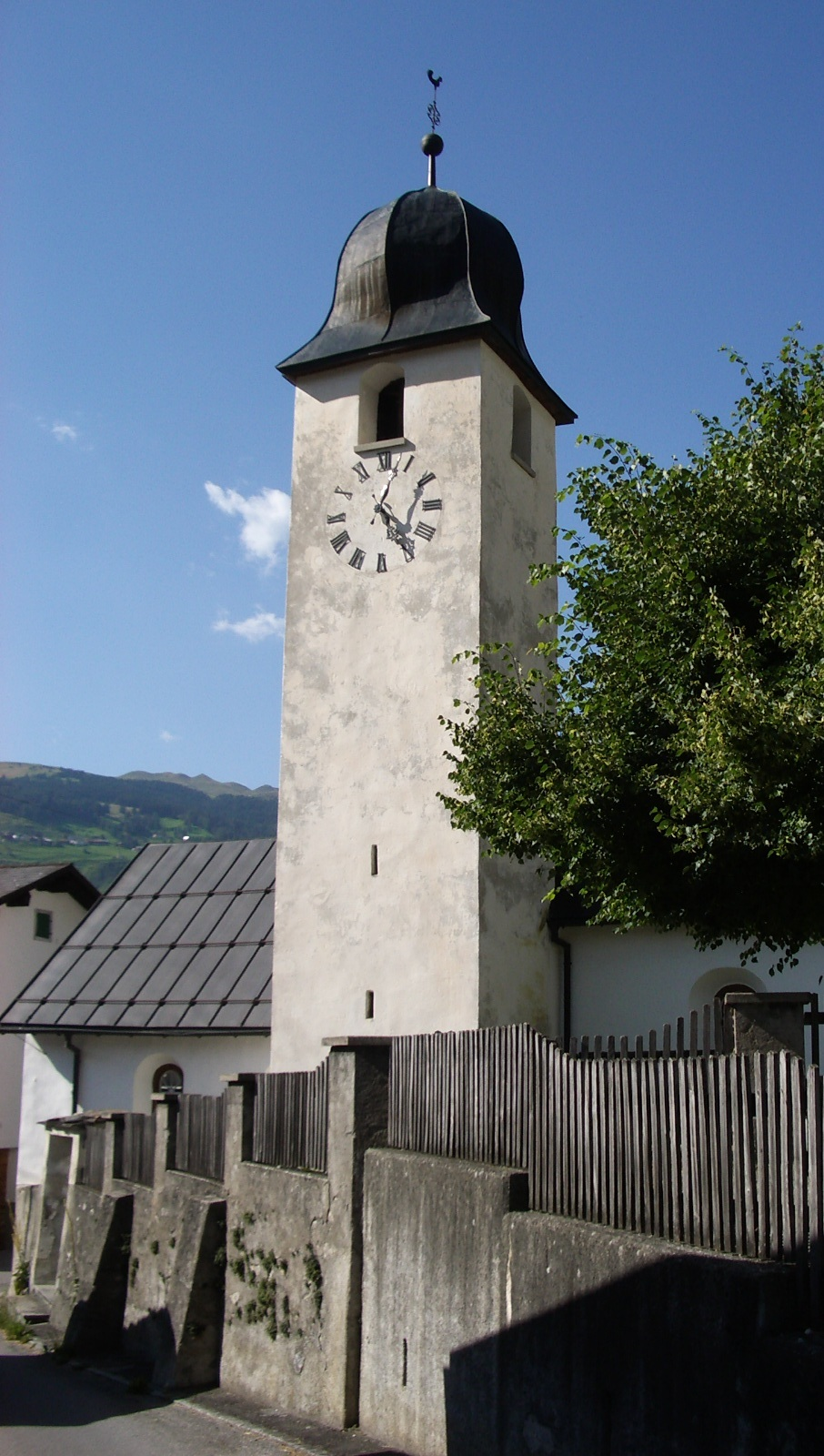
Reformierte Kirche Pignia

### Herkunft und Nationalität
Von den Ende 2005 118 Bewohnern waren 116 Schweizer Staatsangehörige.

## Sehenswürdigkeiten
Unter Denkmalschutz stehen
- die reformierte Dorfkirche.
- die ehemalige Pferdesust samt Bad Pignia

## Persönlichkeiten
- Curo Mani (1918–1997), Schriftsteller, Linguist und Politiker